# IBU (pivo)

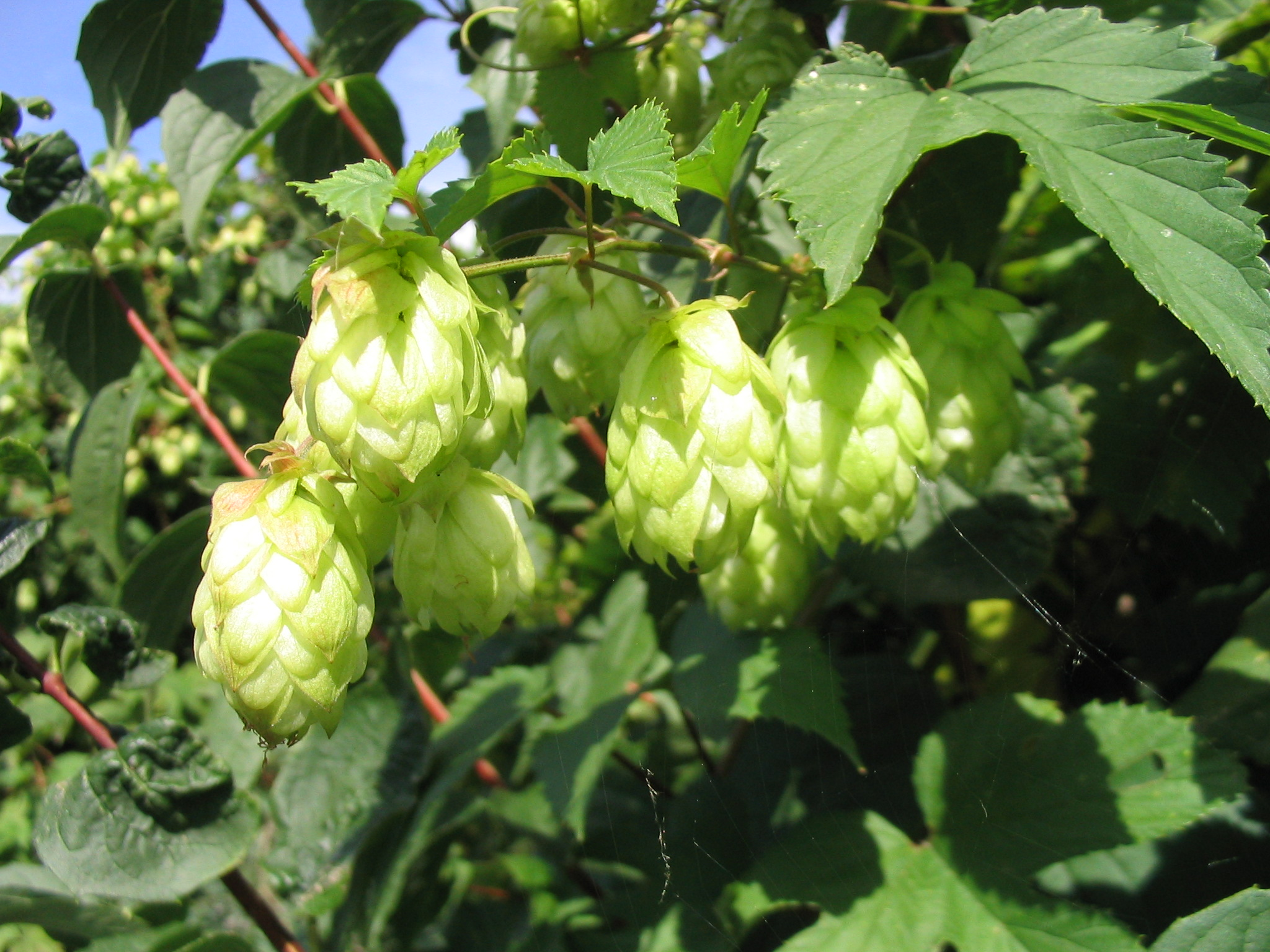
Chmel

IBU, anglicky IBU Scale, česky mezinárodní stupnice hořkosti piva patří k hlavním faktorům klasifikace piva, dále se hodnotí rozmanitost a intenzita příchutí, obsah alkoholu v procentech a barva. Normy těchto vlastností umožňují objektivnější a jednotnější určení celkové kvality piva.
| Tabulka IBU stylů a názvů piv | Tabulka IBU stylů a názvů piv | Tabulka IBU stylů a názvů piv |
| Druh / název piva             | IBU stupňů                    |                               |
| ----------------------------- | ----------------------------- | ----------------------------- |
| Lambik                        | 0–10                          |                               |
| Pšeničné pivo                 | 8–18                          |                               |
| Americký ležák                | 8–26                          |                               |
| Irish red ale                 | 15–30                         |                               |
| Kölsch                        | 20–30                         |                               |
| Plzeňské pivo                 | 24–44                         |                               |
| Porter                        | 18–50                         |                               |
| Bitter                        | 24–50                         |                               |
| Pale Ale                      | 30–50                         |                               |
| Stout                         | 30–90                         |                               |
| Anglické Barleywine           | 34–120                        |                               |
| India Pale Ale                | 40–120                        |                               |